# Liste der Monuments historiques in Voinsles
Die Liste der Monuments historiques in Voinsles führt die Monuments historiques in der französischen Ortschaft Voinsles auf.
Bauwerke werden nicht gelistet. Es gibt einen Park, der in die Liste des Kulturerbes des 20. Jahrhunderts eingetragen ist. Daraus folgt jedoch kein Schutz des eingetragenen Objekts.
Die Objekte sind der Kirche Saint-Étienne, 3 Rue du Onze Novembre, in Voinsles und der Kapelle Saint-Martin, 1 Chemin de la Chapelle, im Ortsteil Villeneuve-la-Hurée zuzuordnen.

## Kulturerbe des 20. Jahrhunderts
| Bezeichnung                         | Beschreibung                    | Standort         | Kennzeichnung | Schutzstatus | Datum | Bild |
| ----------------------------------- | ------------------------------- | ---------------- | ------------- | ------------ | ----- | ---- |
| Garten (Park) des Château du Breuil | Lustgarten, 18./19. Jahrhundert | Le Breuil (Lage) | IA77000399    |              | 2003  |      |

## Liste der Objekte
| Bezeichnung                                                                                           | Beschreibung                                                                                     | Standort                       | Kennzeichnung | Schutzstatus | Datum | Bild |
| --- | ------------------------------------------------------------------------------------------------ | ------------------------------ | ------------- | ------------ | ----- | ---- |
| Konsole                                                                                               | geschnitztes, bemaltes und vergoldetes Holz, Marmor, aus dem 18. Jahrhundert, Restaurierung 1994 | 3 Rue du Onze Novembre (Lage)  | PM77001893    | Classé       | 1975  |      |
| Chorschranke (Metallgitter)                                                                           | schmiedeeisernes Gitter aus dem 18. Jahrhundert                                                  | 3 Rue du Onze Novembre (Lage)  | PM77001894    | Classé       | 1975  |      |
| Kanzel                                                                                                | hölzerne Predigtkanzel aus dem 16. Jahrhundert                                                   | 1 Chemin de la Chapelle (Lage) | PM77001895    | Classé       | 1978  |      |
| Epitaph (Grabplatte) von Pierre Coquillard und seiner Frau                                            | Steinmetzarbeit, Mitte des 16. Jahrhunderts                                                      | 1 Chemin de la Chapelle (Lage) | PM77001896    | Classé       | 1978  |      |
| Statue des Heiligen Martin?                                                                           | Holzschnitzerei, polychrom lackiertes Holz, 16. Jahrhunderts                                     | 1 Chemin de la Chapelle (Lage) | PM77002852    | Inscrit      | 1977  |      |
| Statue des Heiligen Johannes auf dem Glorienbalken                                                    | Holzschnitzerei, polychrom lackiertes Holz, 16. Jahrhunderts                                     | 1 Chemin de la Chapelle (Lage) | PM77003068    | Inscrit      | 1978  |      |
| Statue der Heiligen Jungfrau mit dem Jesuskind                                                        | bemalte Keramik: Terrakotta, Ende des 18. Jahrhunderts/19. Jahrhundert                           | 3 Rue du Onze Novembre (Lage)  | PM77002420    | Inscrit      | 1977  |      |
| Statue eines Diakons                                                                                  | bemalte Holzskulptur, 18./19. Jahrhundert                                                        | 3 Rue du Onze Novembre (Lage)  | PM77002462    | Inscrit      | 1977  |      |
| Kruzifix                                                                                              | bemalte Holzskulptur, 18. Jahrhundert                                                            | 3 Rue du Onze Novembre (Lage)  | PM77003454    | Inscrit      | 1979  |      |
| Altar                                                                                                 | bemaltes und vergoldetes, geformtes und geschnitztes Holz, 18. Jahrhundert                       | 3 Rue du Onze Novembre (Lage)  | PM77003752    | Inscrit      | 1980  |      |
| Statue der Heiligen Jungfrau mit dem Jesuskind                                                        | vergoldeter und bemalter Stein, 14. Jahrhundert                                                  | 3 Rue du Onze Novembre (Lage)  | PM77001890    | Classé       | 1907  |      |
| Epitaph (Grabplatte) von Jehan Barnyer († 1552), Händler und Bauer, und seiner Frau Simone Coquillart | Steinmetzarbeit, 16. Jahrhundert                                                                 | 3 Rue du Onze Novembre (Lage)  | PM77001891    | Classé       | 1907  |      |
| Epitaph (Grabplatte) von Jehan Barnyer († 1552), Händler und Bauer, und seiner Frau Simone Coquillart | Steinmetzarbeit, 16. Jahrhundert                                                                 | 3 Rue du Onze Novembre (Lage)  | PM77001891    | Classé       | 1907  |      |
| Epitaph (Grabplatte) für Étienne de Vonte                                                             | Steinmetzarbeit, 16. Jahrhundert                                                                 | 3 Rue du Onze Novembre (Lage)  | PM77001892    | Classé       | 1907  |      |

Zum Verständnis siehe: Kirchenausstattung
- Monuments historiques (Objekte) in Voinsles in der Base Palissy des französischen Kulturministeriums (französisch)